# Charles Van Doren
Charles Lincoln Van Doren (12. veljače 1926. – 9. travnja 2019.) je poznati američki intelektualac, pisac i književni urednik, najviše poznat po tome što je krajem 1958. godine postao pobjednikom popularnog TV kviza "Twenty One". Međutim, nakon što je njegov prethodnik Herb Stempel optužio producente za namještanje, izbio je skandal, a američki Kongres je započeo istragu. Tijekom istrage Van Doren je priznao da su mu pitanja za kviz unaprijed dostavljena. Zbog tog skandala je bio osramoćen, te prisiljen napustiti mjesto profesora na Sveučilištu u Columbiji. Kasnije se je istaknuo kao jedan od urednika Encyclopædije Britannice.

## Vanjske poveznice
- Djela Charles Van Doren na Projekt Gutenbergu
- The Quiz Show Scandal, "American Experience", PBS.
- The Remarkable Van Dorens  Arhivirana inačica izvorne stranice od 23. svibnja 2013. (Wayback Machine), "Time", 11. II. 1957.
- Testimony of Charles Van Doren on the quiz show scandals.